# 北寧站 (越南)
北宁站（越南语：／*/?）是越南河同铁路的一座火车站，位于北宁省北宁市宁舍坊，距河内站29公里。铺设有标准轨及米轨共行的混合轨。每天设有ĐĐ5/ĐĐ6次列车通往河內及同登。